# نيلسون بونيا
نيلسون بونيللا (بالإسبانية: Nelson Bonilla)‏ (11 سبتمبر 1990 بسان سلفادور في السلفادور - ) هو لاعب كرة قدم سلفادوري في مركز الهجوم. شارك مع منتخب السلفادور لكرة القدم. أما مع النوادي، فقد لعب مع نادي فيتورول كونستانتا ونادي زيرا ونادي أليانزا ‏.

## روابط خارجية
- نيلسون بونيللا على موقع قاعدة بيانات كرة القدم.إي يو (الإنجليزية)
- نيلسون بونيللا على موقع ناشيونال فوتبول تيمز (الإنجليزية)
- نيلسون بونيللا على موقع Soccerway.com (الإنجليزية)
- نيلسون بونيللا على موقع عالم كرة القدم.نت (الإنجليزية)
- نيلسون بونيللا على موقع AS.com (الإسبانية)